# 140-es évek
Évszázadok: 1. század – 2. század – 3. század
Évtizedek: 90-es évek – 100-as évek – 110-es évek – 120-as évek – 130-as évek – 140-es évek – 150-es évek – 160-as évek – 170-es évek – 180-as évek – 190-es évek
Évek: 140 141 142 143 144 145 146 147 148 149

## Események
- 120-162 között I. Kaniska kusán császár uralma alá vonja Észak-Indiát, Pakisztánt, Afganisztánt és Közép-Ázsia nagy részét.
- 142 és 144 között megépül az Antoninus fala Britanniában.
- Ptolemaiosz megírja az Almagesztet, a geocentrikus világkép megkérdőjelezhetetlenné válik.

## Híres személyek
- Antoninus Pius római császár
- I. Piusz pápa (140-155?)